# Gudaträd
Gudaträd (Ailanthus altissima) är ett träd i familjen bittervedsväxter som vilt förekommer i nordöstra och centrala Kina. Det är ett lövfällande träd som kan bli upp till 25 meter högt, i undantagsfall upp till 35 meter. Stammen kan nå ett omfång på 1 meter, någon gång så mycket som 1,9 meter. Trädet sprider sig genom frön och kraftiga jordlöpare som kan skada infrastruktur och egendom.
Trädets bark är slät och ljusgrå medan bladskaften är rödaktiga eller rödbruna. Gudaträdet har stora löv; vanligen 30-60 cm, men så stora som 1 meter förekommer på unga skott, och som är uppbyggda av 11-33 småblad. Varje småblad har en till tre taggar på varje sida nära basen, vilket särskiljer dem från arter i släktet sumaker (Rhus).
Blomman är liten och gulgrön och bildar klasar som kan vara upp till 30 centimeter långa. Gudaträdet är tvåbyggare (har skilda hon- och hanindivider). Fröet är 5 millimeter i diameter och är utrustat med 4 centimeter långa och 1 centimeter breda vingar (som en lönnäsa). Dessa vingar är vridna vilket får fröet att snurra när det faller till marken. Ett träd kan producera mer än 300 000 frön under ett år. Alla delar av trädet har en obehaglig lukt.
Gudaträdet liknar vissa arter i släktet sumaker, som rönnsumak. Ett närmare studium av löven visar dock på skillnader. Gudaträdet blir dessutom mycket högre än alla arter av sumak.
Gudaträdet kan avge en allelopatisk vätska som heter ailanthone och som hindrar andra växters tillväxt. Denna vätska är starkast i barken och rötterna men återfinns även i bladen, träet och fröna. I en studie visade det sig att extrakt från trädets bark hämmade 50% av frön från smörgåskrasse från att gro. Man testade även att använda denna vätska som ogräsmedel och det visade sig att det kunde döda nästan 100% av de flesta plantor i studien.

## Förekomst
Traditionellt har trädet förekommit i Kina. I Sverige förekommer trädet främst i parker och trädgårdar, mestadels i södra delen av landet. Fynd har rapporterats till Naturvårdsverket i Skåne, Halland, Uppsala samt på Öland och Gotland. I ett varmare klimat har trädet potentialen att sprida sig till större delar av Sverige.
I Europa är trädet  vanligt förekommande i Tyskland där den aktivt bekämpas.

## Invasiv art
Arten är klassad som invasiv av EU sedan augusti 2019. Det är därmed förbjudet att odla, byta, transportera och använda den inom EU. Den har endast sporadisk vild förekomst i Sverige.